# Euonthophagus ustus
Euonthophagus ustus är en skalbaggsart som beskrevs av D'orbigny 1905. Euonthophagus ustus ingår i släktet Euonthophagus och familjen bladhorningar. Inga underarter finns listade i Catalogue of Life.